# Yves Pozzo di Borgo
Pour les autres membres de la famille, voir Famille Pozzo di Borgo.
Yves Pozzo di Borgo, né le 3 mai 1948 à Ajaccio, est un homme politique français, sénateur de Paris de 2004 à 2017.
De sensibilité de centre-droit durant sa carrière politique, il se rapproche ensuite du conspirationnisme à partir de 2019. Depuis 2020, il participe à la désinformation sur la pandémie de Covid-19 et s’oppose à la vaccination contre le virus. Il participe à la désinformation et à la propagande de guerre russe en France dans le contexte de l'invasion de l'Ukraine.

## Biographie
Yves Pozzo di Borgo est issu de la famille Pozzo di Borgo, de la noblesse française originaire de Corse.
Il est inspecteur général de l'administration de l'éducation nationale et de l'enseignement supérieur.
En 1998, il est élu adjoint à la maire du 7e arrondissement de Paris, Martine Aurillac. Lors des élections municipales de 2001, il est élu conseiller de Paris. Au premier tour des élections législatives de 2002, il est candidat dans la troisième circonscription de Paris, où il obtient 9 % des voix. Marie d'Assignies, conseillère UDF du 7e arrondissement, est candidate suppléante à ses côtés. Il est élu sénateur de Paris en septembre 2004. Il était le seul représentant UDF de Paris au Parlement français avant de rejoindre le Nouveau Centre.
En décembre 2005, il se fait le bras droit de Gilles de Robien, ministre de l'Éducation nationale, face à François Bayrou, dans le débat qui les oppose au sein de l'UDF, relatif au positionnement du parti, à l'indépendance face à l'UMP et à la démocratie au sein du parti. Au sein des instances internes de l'UDF, il est président de la section UDF du 7e arrondissement, dont le secrétaire général est Nicolas Alexandre. En 2006, il se présente à la présidence de la fédération UDF de Paris, face à Marielle de Sarnez qui incarne la « ligne Bayrou ». Il soutient la liste Démocratie pour Paris conduite par Patrick Lozès, qui obtient 28,5 % des voix, ce qui lui donne 58 élus sur 200. Parmi eux figurent Geneviève Bertrand, conseillère de Paris et présidente de la section du 6e arrondissement, Fabienne Gasnier, présidente de celle du 17e et maire-adjointe d'arrondissement, et Catherine Bruno, maire-adjointe du 15e arrondissement, ainsi que Marie d'Assignies et Nicolas Alexandre. La liste L'UDF, un parti libre pour Paris, soutenue par Marielle de Sarnez, remporte ces élections internes.
En 2007, à l'élection présidentielle, il soutient François Bayrou au premier tour, qu'il a parrainé, puis Nicolas Sarkozy. Après les législatives de la même année, avec Hervé Morin, Maurice Leroy et André Santini, il crée le Nouveau Centre, parti de centre droit allié de l'UMP dans la majorité présidentielle, sur la base d'un parti préexistant, le Parti social libéral européen (PSLE). Il prend la tête de la fédération de Paris du Nouveau centre et préside le groupe Nouveau centre et Indépendants au Conseil de Paris, où siègent notamment Geneviève Bertrand et Philippe Lafay. Celle-ci, réélue en 2008, devient présidente de la Commission de la culture.
Il est le président de la Fédération départementale de Paris du Nouveau centre.
En mars 2008, ce dernier fait liste commune, à Paris, avec l'UMP, malgré des expériences « autonomes », dans les 14e et 18e arrondissements. Yves Pozzo di Borgo figure en quatrième position sur la liste de Rachida Dati, ce qui lui permet de conserver son siège de conseiller de Paris. Il n'arrive à faire reconduire au conseil du 7e arrondissement que René-François Bernard, qui est confirmé en tant qu'adjoint à la maire, Marie d'Assignies, conseillère sortante lui cédant sa place sur la liste. Néanmoins, Yves Pozzo di Borgo parvient presque à doubler le nombre de membres du groupe qu'il présidait au Conseil de Paris depuis un an, qui passe de cinq à neuf membres. Catherine Bruno et Fabienne Gasnier, ses assistantes parlementaires, élues conseillères de Paris, en deviennent membres. Geneviève Bertrand, reconduite, est même élue présidente de Commission, de la même manière que Didier Migaud, député PS, président la Commission des finances de l'Assemblée nationale. Figurent également dans ce groupe Valérie Sachs, du 16e arrondissement, qui dirige un think tank relatif à l'attractivité du Grand Paris, le professeur Christian Saint-Etienne, du 5e arrondissement, et Jean-Marie Cavada, député européen, qui avait conduit la liste UMP et apparentés dans le 12e.
Au mois d'avril 2010, trois élus UMP rejoignent le groupe présidé par Yves Pozzo di Borgo : Lynda Asmani, Éric Hélard et Jérôme Dubus, portant l'effectif du groupe à 12 membres. En septembre 2011, il est réélu sénateur de Paris. Il soutient François Bayrou à la présidentielle de 2012 et prône une stratégie pour des candidatures centristes communes aux législatives suivantes. Le 26 mai 2012, il apporte son soutien à David Alphand, candidat UMP à l'élection législative de la 14e circonscription de Paris, dans le 16e arrondissement.
Il parraine Nathalie Kosciusko-Morizet pour la primaire présidentielle des Républicains de 2016. Pour les élections sénatoriales de 2017, il est tête de liste à Paris (« Une équipe démocrate, humaniste et européenne pour Paris »). Il obtient 3,90 % des voix et n'est pas réélu.

## Controverses

### Position pro-Kremlin
Selon Conspiracy Watch, depuis 2014, Yves Pozzo di Borgo est actif au sein de l'association pro-Kremlin Dialogue franco-russe, aux côtés de Thierry Mariani. L'association Dialogue franco-russe est créée en 2004 sous le patronage de Jacques Chirac et de Vladimir Poutine afin de réunir des responsables politiques et des hommes d’affaires français et russes dans le but affiché de « développer la coopération entre les deux pays ». Elle est qualifiée d'« officine d’influence du Kremlin » et fait partie d'un « lobby » défendant les intérêts de la Russie de Vladimir Poutine,,.
En juillet 2015, il effectue un voyage controversé en Crimée, illégalement annexée par la Russie un an auparavant avec d'autres parlementaires français, dont Thierry Mariani. À cette occasion, il se fait photographier avec un tee-shirt portant le texte «Обама, ты чмо» (Obama, ty chmo, « Obama, tu es un connard »), insultant Barack Obama face à Vladimir Poutine. En 2019, il effectue, avec d'autres élus français, un nouveau voyage en Crimée à l'occasion du cinquième anniversaire du rattachement de ce territoire à la Russie.
En 2022, plusieurs médias, parmi lesquels Libération, le qualifient de « relais de la propagande pro-russe en France ». Il participe activement à la propagande de guerre du Kremlin sur l'invasion de l'Ukraine, mettant en doute les crimes de guerre attribués à l'armée russe, comme le massacre de Boutcha, et est repris par l'ambassade de Russie en France, dont il relaye également la désinformation,. En mai 2023, il diffuse un faux article du Parisien prétendant que les Ukrainiens désertent en masse, article factice créé dans le cadre de l'opération d'intoxication par des officines russes, dite « opération Doppelgänger ».

### Complotisme sur la pandémie de Covid-19
Selon Conspiracy Watch, Yves Pozzo di Borgo relaie, depuis 2019, des théories complotistes.
Dans le contexte de la pandémie de Covid-19, il relaie des fausses nouvelles : en décembre 2021, il prétend que l'aviation mondiale aurait décidé d'interdire le vol des pilotes vaccinés ; il publie sur les réseaux sociaux de nombreuses infox, par exemple, que les vaccins contre le Covid-19 seraient « à l’origine d’une forme de SIDA ».

## Affaires judiciaires
Depuis le 29 septembre 2021, il fait l'objet de la part de la JUNALCO (division du parquet de Paris chargée de la lutte contre la criminalité organisée) d'une enquête préliminaire, en même temps que le député RN Thierry Mariani, pour de possibles faits de corruption et de trafic d’influence en lien avec l’association Dialogue franco-russe. L'enquête est confiée à l’Office central de lutte contre la corruption et les infractions financières et fiscales (OCLCIFF), mais classée sans suite en 2024, car « Les investigations menées n’ont pas permis de caractériser les infractions au départ soupçonnées. Les enquêtes ont dès lors été classées, l’une pour absence d’infraction, l’autre pour infraction insuffisamment caractérisée ».

## Détail des mandats
Membre du Nouveau Centre, il est sénateur de Paris, conseiller de Paris, et ancien adjoint au maire du 7e arrondissement. Au Conseil de Paris, il préside le groupe Nouveau centre et indépendants entre 2008 et 2014. Il est vice-président de la Commission des affaires étrangères et de la défense du Sénat. Il a été l'un des représentants du Parlement français au Conseil de l'Europe.